# Iniaptuk
Iniaptuk (Golec-Iniaptuk, ros. Иняптук) – szczyt górski w azjatyckiej części Rosji (Buriacja), najwyższy szczyt pasma Synnyr na Wyżynie Północnobajkalskiej; wysokość 2578 m n.p.m.
Masyw Iniaptuka jest oddzielony od głównego pasma Synnyr doliną rzeki Czaja o szerokości 5–10 km.